# Born This Way
Born This Way (от английски: Родена по този начин) е вторият студиен албум на американската певица Лейди Гага. Издаден е на 23 май 2011 г. от лейбъла Interscope Records. Песните в албума имат характерното за Гага синтпоп и денс-поп звучене, но в инструменталите се долавят и нови влияния като електронен рок и техно. Музиката обхваща широка гама от жанрове, сред които опера, хевиметъл, диско, хаус и рок енд рол, докато текстовете говорят за сексуалност, религия, свобода, феминизъм и индивидуализъм. През ноември 2011 г. албумът, заедно с неговата компилация с ремикси, са обединени в проекта Born This Way: The Collection.
Въпреки смесени отзиви от религиозни и консервативни критици, мнозинството приема албума добре и хвали спектъра от стилове в него, както и вокалните способности на Лейди Гага. Други рецензии твърдят, че певицата се опитва да се хареса на всички чрез посланията за самочувствие в албума. Редица публикации включват Born This Way в списъци за най-добрите проекти, издадени през годината. Получава и три номинации за „Грами“, сред които е и третата поредна за Гага в категорията „Албум на годината“. През 2020 година, албумът заема 484-та позиция в класацията „500-те най-велики албума на всички времена“ на списание Rolling Stone.
Born This Way дебютира в топ 5 на всички уважавани музикални класации в света, сред които и Billboard 200. В САЩ албумът достига 1 млн. продажби още през първата си седмица на пазара – най-добрият дебют в последните пет години. 440 хиляди от тези копия са продадени чрез Amazon, където Born This Way се предлага на промоционална цена от 99 цента, което причинява финансови загуби за платформата. Статистиката сочи, че албумът е третият най-продаван за 2011 година. Продажбите му достигат 6 млн. копия в световен мащаб.
Четири от синглите от албума, Born This Way, Judas, The Edge of Glory и Yoü and I, достигат топ 10 на класацията Billboard Hot 100. Едноименният пилотен сингъл е хилядната песен на челната позиция на чарта от неговото създаване през 1958 г. След премиерата си сингълът получава титлата и на най-бързо продаваната песен в историята на iTunes. Промо-сингълът Hair присъства в класациите на 16 държави и достига №12 в САЩ, докато петият сингъл, Marry the Night, се позиционира в топ 30 в Щатите.
Лейди Гага често изпълнява песни от албума на свои концерти, телевизионни изяви и церемонии по награждаване.

## Предистория и записване
През март 2010 г. Лейди Гага обявява, че работи по нов албум, като вече е написала голяма част от песните за него. Продуцентът RedOne го описва като „албум за свободата“, а тогавашният мениджър на певицата разкрива, че имиджът ѝ вероятно ще се промени след издаването на проекта. Няколко месеца след анонса, Гага споделя, че е готова с писането на песни: „Случи се толкова бързо. Работя по албума от месеци, но вече съм сигурна, че е завършен. На някои изпълнители им отнема години. На мен не, аз пиша музика всеки ден“. В друго интервю, певицата определя проекта като „химна на това поколение“, добавяйки: „Съдържа най-великата музика, която съм създавала. Вече съм написала първия сингъл и ви обещавам, че това е най-великият албум в кариерата ми“.
Освен в автобуса по време на турнето The Monster Ball Tour, работният процес се осъществява и в звукозаписни студия в Лондон, Сидни, Мелбърн, Париж, Осло, Небраска, Лас Вегас, Милано, Маями и Ню Йорк. В албума участват китаристът на Куийн, Брайън Мей, и саксофонистът Кларънс Клемънс.

## Писане и композиция

### Теми и вдъхновение
Албумът е определен като значително различен от предишните композиции на Лейди Гага. Обхваща широка гама жанрове, като включва и разнообразни мелодии и музикални стилове. Няколко примера за това са органът в края на Born This Way, мъжкият григориански хор в Bloody Mary, китарите и цигулките в Americano и електрическите китари в Bad Kids. Песните Hair и The Edge of Glory се отличават от останалите в албума с изпълнение на саксофон от Кларънс Клемънс.
В свои интервюта Лейди Гага споделя, че по време на работния процес черпи вдъхновение от Мадона, Уитни Хюстън и Брус Спрингстийн. В албума се откриват прилики и с творчеството на изпълнители като Принс, Куийн, Iron Maiden, Kiss, TLC и други. Песните са със средно темпо и са описвани като „мелодии, наподобяващи химни, с удрящ денс ритъм“. Според Гага, музиката, включена в Born This Way, е „нещо много повече от една перука, червило или рокля от месо“. Текстовете съдържат препратки към библейски персонажи, сред които Юда, Мария Магдалина и Иисус Христос.

### Музика и съдържание
Албумът започва с Marry the Night – песен, вдъхновена от Ню Йорк. Любопитно за тази творба е, че в мелодията са включени звуци от църковни камбани. Следва Born This Way, която заявява, че всички сме равни без значение от цвят на кожата, сексуална ориентация или религия и че всеки е способен на това да сбъдне мечтата си. Песента често е сравнявана с Express Yourself на Мадона. Government Hooker съдържа оперни елементи. Четвъртата песен, Judas, е вдъхновена от Юда Искариотски и дискутира предателството и това „да оцениш тъмнината, за да стигнеш до светлината“. Част от песента съдържа дъбстеп елементи, докато в друга Лейди Гага рапира с акцент, наподобяващ карибски или ямайски. Под номер пет в албума е Americano – мариачи творба с техно, хаус и диско влияния. Песента е отговор на закон за имигрантите в Аризона и съдържа стихове на испански. Сравнявана е с творчеството на Джуди Гарланд, а самата Гага твърди, че намира прилики с песни на Едит Пиаф. Hair коментира темата за свободата чрез метафора, свързана с косата на човек. Седмата песен е Scheiße. В нея повечето стихове са безсмислици, написани от певицата, за да звучат като немски език. Песента носи феминистко послание. Следва Bloody Mary, която е с по-бавно темпо и също съдържа библейски препратки. Bad Kids е сравнявана с творби на Дона Съмър и съдържа хевиметъл влияния. Highway Unicorn (Road to Love) е денс-поп песен, вдъхновена от Брус Спрингстийн, с отчетливи барабани и синтове. Следващата песен е Heavy Metal Lover, която съдържа хаус елементи и има електро-индустриален ритъм. Electric Chapel е поп песен с хевиметъл влияния, която жанрово е определяна като „европоп“ и напомня за творчеството на Мадона. Номер 13 е рок енд рол баладата с кънтри рок елементи Yoü and I. В нея свири китаристът на Куийн – Брайън Мей, като част от песента дори заимства ритъма на We Will Rock You (1977). Следва The Edge of Glory, която е написана в памет на починалия дядо на Лейди Гага. В песента е включено соло на саксофон от Кларънс Клемънс, което поражда сравнения с блус музиката. Бонус песни са Black Jesus + Amen Fashion, вдъхновена от Бродуей и клубната музика, Fashion of His Love, написана за починалия дизайнер Александър Маккуин и The Queen.

## Издаване и реклама
На 12 септември 2010 г., по време на своя благодарствена реч на наградите на MTV, Лейди Гага обявява заглавието на албума и запява част от припева на едноименната песен. Като символичен коледен подарък към феновете си, певицата споделя датите на премиерите на пилотния сингъл и албума в полунощ на 1 януари 2011 г. Това се случва чрез публикация в Twitter, придружена от черно-бяла фотография, на която Гага е гола от кръста надолу, а нагоре е облечена с кожено яке, върху което е изписано Born This Way.
През ноември 2010 г., по време на концерт в Полша, Лейди Гага споделя с публиката, че вероятно албумът ще включва до 20 песни, като работата по тях е почти приключила. В интервю за Vogue няколко месеца по-късно, тя разкрива, че проектът съдържа 17 песни, 14 от които са в стандартното издание, а останалите 3 са бонус песни в специална версия на американската верига супермаркети Target. Партньорството между Гага и Target е отменено преждевременно, когато от веригата даряват $150 хиляди на консервативна политическа организация, след което бонус песните са издадени в международна делукс версия.
Няколко дни преди официалната премиера на албума част от песните са качени нелегално в интернет. Двете издания официално са пуснати в продажба на 23 май 2011 г. В рамките на рекламната кампания за албума, откъси от някои песни са представени на аудиторията предварително. Ремикс версии на Scheiße и Government Hooker са част от музикалното оформление на ревю на модна къща MUGLER в Париж през януари 2011 г. Други песни са издадени чрез тематична версия на Facebook играта FarmVille – GagaVille, в която феновете изпълняват мисии, за да чуят нова музика от Лейди Гага.
Официалната обложка на албума е споделена от певицата в социалните мрежи на 17 април 2011 г. На кадъра тялото на Гага е съединено с мотоциклет, над който с лъскави букви е изписано заглавието на албума. Обложката не получава одобрението на критиците, нито на голяма част от феновете. Според някои, фотографията повече прилича на „евтин колаж, отколкото на обложката на най-очаквания албум на годината“. Шон Майкълс от The Guardian коментира: „От футуристичните очила и асиметричните прически няма и следа, дори новите изтъкнати, вълшебни рога на Гага ги няма. На тяхно място виждаме мотор мутант с нейните ръце и глава и изтъркан лъскав шрифт“. Други сравняват обложката с „отхвърлена концепция от последния филм от поредицата Терминатор“. На същия ден е показана и обложката на специалното издание, на която се вижда само главата на Гага и семпъл надпис Lady Gaga – Born This Way. Думите „делукс“ или „специален“ не присъстват, тъй като певицата признава, че не ги харесва.

## Религиозни спорове
Редица религиозни групи осъждат Born This Way поради неговите препратки към библейски персонажи и позиция относно човешката сексуалност. В Ливан албумът временно е забранен от местните власти, които го намират за проява на лош вкус и подигравка с християнската вяра. Директорът на Ливанския католически информационен център Абдо Абу Касъм казва: „Щом ще ни обиждат, ние ще ги забраним. Няма да търпим подигравки с Дева Мария или Иисус. Наречете ни традиционалисти или изостанали – както искате. Не можем да приемем това“. Забраната е вдигната на 9 юни 2011 г. – само няколко дни след издаването на албума.
Видеото към Judas търпи критики от президента на Американската католическа лига, който не харесва представянето на Лейди Гага като Мария Магдалина. Той нарича певицата „изключително безинтересна“ и я сравнява с изпълнители с „истински талант“, афектиран от насоченото внимание към Юда и Мария във видеото, както и това, че Гага нарочно го представя по време на Страстната седмица.
В Малайзия, където хомосексуалността е престъпление, правителството изразява недоволство от текстовете на албума, свързани със сексуалността и феминизма. Местните радиостанции цензурират част от текста на пилотния сингъл по наредба на малайзийските власти. Вицеканцлерът на местен университет заявява: „Ислямът забранява това. Трябва да се съобразяваме със законите на тази държава“.

## Списък с песните

### Оригинален траклист
1. „Marry the Night“ – 4:25
2. „Born This Way“ – 4:20
3. „Government Hooker“ – 4:14
4. „Judas“ – 4:09
5. „Americano“ – 4:07
6. „Hair“ – 5:08
7. „Scheiße“ – 3:46
8. „Bloody Mary“ – 4:05
9. „Bad Kids“ – 3:51
10. „Highway Unicorn (Road to Love)“ – 4:16
11. „Heavy Metal Lover“ – 4:13
12. „Electric Chapel“ – 4:12
13. „Yoü and I“ – 5:07
14. „The Edge of Glory“ – 5:21

### Интернационално стандартно издание
1. „Born This Way“ (Jost & Naaf Remix) – 5:58

### Японско издание
1. „Born This Way“ (LLG vs. GLG Radio Mix) – 3:50

### Индийско издание
1. „Born This Way“ (Bollywood Remix) – 4:18
2. „Born This Way“ (UK Desi Remix) – 4:07

### Специално издание
1. „Black Jesus + Amen Fashion“ – 3:36
2. „Bad Kids“ – 3:51
3. „Fashion of His Love“ – 3:39
4. „Highway Unicorn (Road to Love)“ – 4:16
5. „Heavy Metal Lover“ – 4:13
6. „Electric Chapel“ – 4:12
7. „The Queen“ – 5:17
8. „You and I“ – 5:07
9. „The Edge of Glory“ – 5:21

### USB издание
1. „Born This Way“ (UK Desi Remix) – 4:07
2. „Judas“ (Desi Hits! Bollywood Remix) – 4:19
3. „Judas“ (Thomas Gold Remix) – 5:32
4. „The Edge of Glory“ (Electrolightz Remix)	– 5:41
5. „The Edge of Glory“ (Cahill Major Radio Mix) – 3:26
6. „Government Hooker“ (DJ White Shadow Mugler Remix) – 3:35
7. „Born This Way“ (видеоклип) – 7:20
8. „Judas“ (видеоклип) – 5:35
9. „The Edge of Glory“ (видеоклип) – 5:28
10. „Gagavision“ (уебизод) (епизод 41) – 5:15
11. „Gagavision“ (уебизод) (епизод 42) – 5:18
12. „Gagavision“ (уебизод) (епизод 43) – 4:11
13. „Gagavision“ (уебизод) (епизод 44) – 3:24

### Специално издание (Диск 2)
1. „Born This Way“ (The Country Road версия)	– 4:22
2. „Judas“ (DJ White Shadow Remix) –	4:08
3. „Marry the Night“ (Zedd Remix) – 4:21
4. „Scheiße“ (DJ White Shadow Mugler) – 9:35
5. „Fashion of His Love“ (Fernando Garibay Remix) – 3:45

### Интернационално специално издание
1. „Born This Way“ (Jost & Naaf Remix)	– 5:58

### Японско специално издание
1. „Born This Way“ (LLG vs. GLG Radio Mix)	– 3:50

### Born This Way The Tenth Anniversary (диск 2)
1. „Marry the Night“ (в изпълнение на Кайли Миноуг) – 4:39
2. „Judas“ (в изпълнение на Big Freedia) – 4:07
3. „Highway Unicorn (Road to Love)“ (в изпълнение на The Highwomen с Бритни Спенсър и Маделийн Едуардс) – 3:35
4. „You and I“ (в изпълнение на Бен Плат) – 4:42
5. „The Edge of Glory“ (в изпълнение на Иърс енд Иърс) – 3:59
6. „Born This Way“ (The Country Road версия) (в изпълнение на Орвил Пек) – 4:18